# Baron Somers

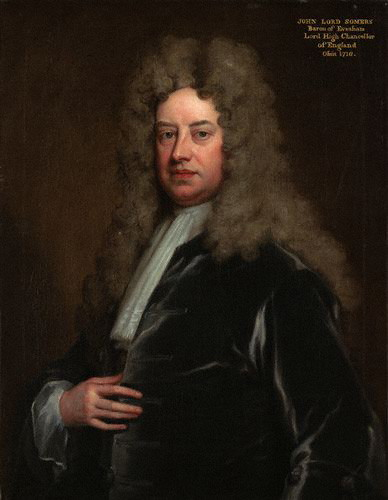
John Somers, 1. Baron Somers

Baron Somers, of Evesham in the County of Worcester, ist ein erblicher britischer Adelstitel, der je einmal in der Peerage of England und in der Peerage of Great Britain geschaffen wurde.
Historischer Familiensitz der Barone ist Eastnor Castle in Herefordshire. Er befindet sich heute im Besitz eines Enkels des 6. Barons in weiblicher Linie.

## Verleihungen
Der Titel wurde erstmals am 2. Dezember 1697 für den Politiker und Juristen John Somers geschaffen, anlässlich seiner Ernennung zum Lordkanzler. Der Titel erlosch bei seinem kinderlosen Tod am 26. April 1716. Seine Schwester und Erbin seines Vermögens, Mary Somers, heiratete Charles Cocks. Für deren Enkel, Sir Charles Cocks, 1. Baronet wurde am 17. Mai 1784 der Baronstitel in zweiter Verleihung in der Peerage of Great Britain neu geschaffen. Er war 1747 bis Unterhausabgeordneter und war am 7. Oktober 1772 in der Baronetage of Great Britain zum Baronet, of Dumbleton in the County of Gloucester, erhoben worden. Dessen Sohn, der 2. Baron, war 1782 bis 1806 Unterhausabgeordneter und wurde am 17. Juli 1821 in der Peerage of the United Kingdom zum Earl Somers und Viscount Eastnor, of Eastnor Castle in the County of Hereford, erhoben. Die beiden Titel erloschen, beim Tod seines Enkels, des 3. Earls, 1883. Die Baronie und Baronetcy fielen an dessen Onkel zweiten Grades.
Heutiger Titelinhaber ist dessen Urenkel, Philip Somers-Cocks als 9. Baron.

## Liste der Barone Somers

### Barone Somers, erste Verleihung (1697)
- John Somers, 1. Baron Somers (1651–1716)

### Barone Somers, zweite Verleihung (1784)
- Charles Cocks, 1. Baron Somers (1725–1806)
- John Cocks, 1. Earl Somers, 2. Baron Somers (1760–1841)
- John Somers-Cocks, 2. Earl Somers, 3. Baron Somers (1788–1852)
- Charles Somers-Cocks, 3. Earl Somers, 4. Baron Somers (1819–1883)
- Philip Cocks, 5. Baron Somers (1815–1899)
- Arthur Somers-Cocks, 6. Baron Somers (1887–1944)
- Arthur Cocks, 7. Baron Somers (1864–1953)
- John Cocks, 8. Baron Somers (1907–1995)
- Philip Somers-Cocks, 9. Baron Somers (* 1948)

Mutmaßlicher Titelerbe (Heir apparent) ist ein Neffe fünften Grades des aktuellen Titelinhabers, Alan Bromley Cocks (* 1930).